# Tandzaver
Tandzaver (in armeno Տանձավեր) è un comune di 212 abitanti (2010) della Provincia di Syunik in Armenia.